# 原子昭三
原子 昭三（はらこ しょうぞう、1927年（昭和2年） - 2013年（平成25年）9月3日）は、日本の著作家、教育者。元中学校教諭、元弘前市議。青森県弘前市出身。

## 人物
青森県神社総代連合会理事、財団法人養生会理事、日本会議青森県本部運営委員長。
「東京裁判史観」、「日本侵略論」を批判する立場で、数冊の著書がある。

## 略歴
- 1927年: 弘前市に生まれる
- 1944年: 青森県立弘前中学校卒
- 青森師範学校卒
- 東京高等師範学校中退
- 中学校教諭を24年務める
- 弘前市議会議員を5期、20年務める
- 1969年～： 青森県教育振興会事務局長として月刊紙「青教あしかび」を33年間編集発行
- 2008年: 第1回「真の近現代史観」懸賞論文に応募し、「佳作」とされる

## 著書
- 「津軽奇人伝」青森県教育振興会、1984年
- 「世界史から見た日本天皇」展転社、1998年 ISBN 4886561500
- 「『満洲国』再考」展転社、2001年 ISBN 4886561950
- 「東京裁判の亡霊を撃て―二十一世紀から見た大東亜戦争」展転社、2007年 ISBN 4886562965